# EchoStar 23
EchoStar 23 je telekomunikační družice mezinárodní společnosti EchoStar a vyrobená firmou Space Systems Loral. Je umístěna nad 44,9. stupněm západní délky na geostacionární oběžné dráze Země a poskytuje televizní signál pro Brazílii v pásmu. K tomuto účelu má na palubě 32 transpondérů v pásmu Ku.
EchoStar 23 byl uveden na přechodovou dráhu ke geostacionární dráze pomocí nosné rakety Falcon 9 v1.2 společnosti SpaceX. Satelit byl příliš těžký na to, aby se první stupeň pokusil o přistání, takže Falcon 9 letěl v konfiguraci bez roštových kormidel a přistávacích nohou.
Satelit byl navrhnut a vyroben společností Space Systems Loral a je postavený na platformě LS-1300. Při startu vážil pět a půl tuny a životnost je plánována na více než 15 let.
Pro Falcon 9 to byl poslední let, při kterém se použil manuální autodestrukční systém, všechny následující lety už využívaly automatický systém.